# Rukaja
Rukaja bint Mohamed (601, Mekka – 624, Medína) byla druhá nejstarší dcera islámského proroka Mohameda a jeho manželky Chadídži. Provdala se za třetího voleného chalífu Uthmana a společně měli syna Abdullaha. V roce 624 Rukaja zemřela po dlouhé nemoci.

## Manželský život

### Manželství s Utbahem
V roce 610 byla provdána za svého bratrance Utbaha ibn Abu Lahaba, ale manželství nebylo nikdy konzumováno. Rukaja se stala muslimkou, když její matka zemřela. Když se v roce 613 stal její otec Mohamed kazatelem, Kurajšovci připomněli Mohamedovi, že ho zbavili péče o jeho dcery. Utbah se s Rukajou rozvedl, jelikož získal pro sňatek lepší nabídku a starší ženu. Mohamed varoval Utbahova otce, že za tohle půjde do pekla. Abu Lahab však Mohameda ubezpečil, že na synovo rozhodnutí neměl žádný vliv a ani o něm nevěděl.

### Manželství s Uthmanem
V roce 615 se Rukaja provdala za prominentního muslima, Uthmana ibn Affana. Doprovázela jej při první migraci do Abyssinie, kde Rukaja potratila. Do Abyssinie se vrátili v roce 616, kde Rukaja porodila syna Abdullaha. Abdullah ale zemřel ve svých 6 letech v Medíně, když si vypíchl oko. Další děti spolu už neměli.
Uthman a Rukaja se v roce 619 vrátili do Mekky. V roce 622 Uthman emigroval do Medíny, Rukaja jej následovala o něco později.

## Smrt
Rukaja onemocněla v březnu roku 624. Uthman byl zrovna pryč s armádou a nemohl se o ni v nemoci starat. Zemřela asi o měsíc později, v den, kdy Zayd ibn Haritha al-Kalbi přinesl zprávy o vítězství v bitvě u Badru. Když se Mohamed po bitvě vrátil do Medíny, s celou rodinou se vydal k jejímu hrobu.